# Sentier de grande randonnée de pays Tour du Beaujolais des Pierres dorées
Le sentier de grande randonnée de pays Tour du Beaujolais des Pierres dorées est un itinéraire pédestre. Son tracé s'inscrit dans la région géologique des Pierres dorées au sein des Monts du Lyonnais dont il traverse le Géoparc mondial UNESCO. L'attribution de ce label est motivé par la présence de 26 géo-sites remarquables

## Description
Le sentier est réputé de faible difficulté. Son parcours complet, en circuit de 110 km, s'effectue sans variante en 46 heures de marche à parcourir en 5 à 6 jours. En deux boucles Est et Ouest il relie les villages emblématiques du sud Beaujolais aux habitations de pierres jaunes si caractéristiques de la région. 
Depuis 2016 le sentier fait l’objet d’un classement GR Pays par la Fédération française de la randonnée pédestre (FFRandonnée) concrétisé par la publication d’un topo-guide. Sa première édition date de mars 2020.
Par ailleurs, à l'instar de nombreux chemins de randonnées français de plus grande notoriété et fréquentation, ce sentier de grande randonnée de pays (GRP) bénéficie d'une offre commerciale de transports de bagages de gîte à gîte qui en renforce l'attractivité touristique.

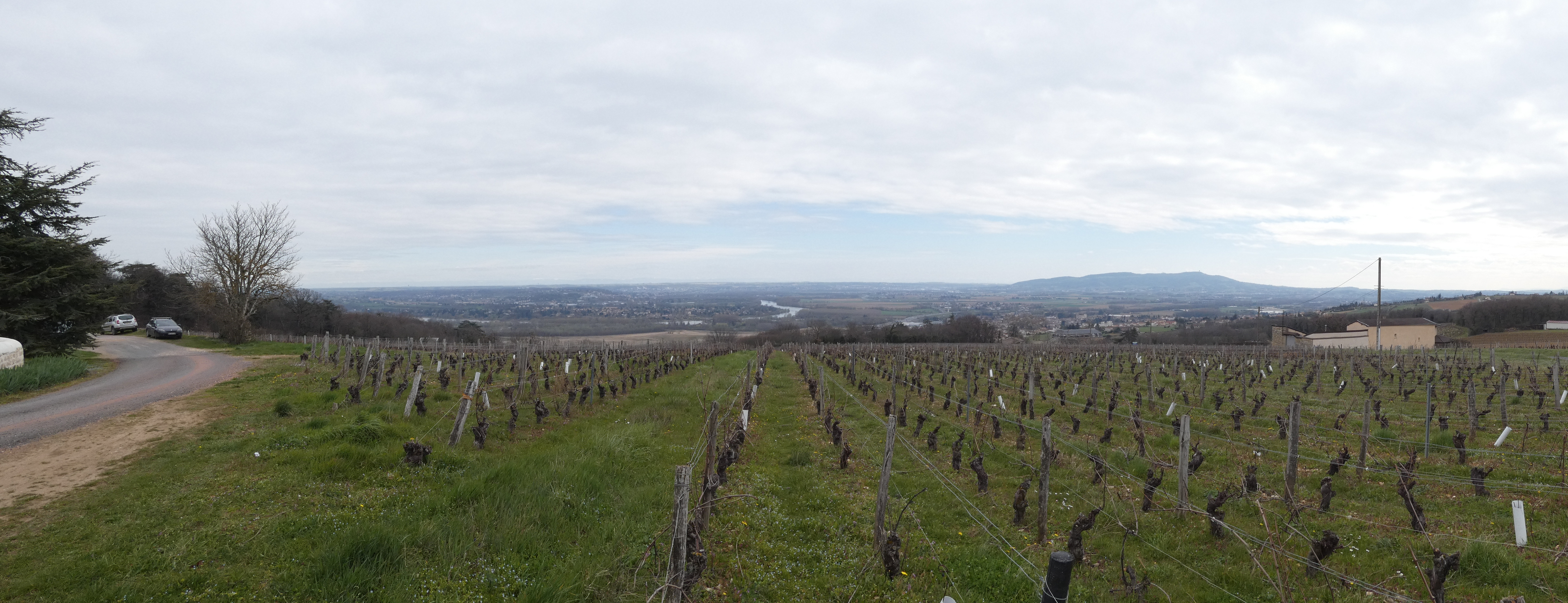
Un sentier en balcon au-dessus du val de Saône depuis Pommiers

.

### Caractéristiques de la boucle
- Longueur : 110 km ;
  - point le plus haut : 560 m sous le Mont Chatard ;
  - point le plus bas : 220 m à Chazay-d'Azergues .
- Durée moyenne cumulée de marche : 46 heures pouvant se parcourir en 5 à 6 jours.

### Liaisons avec d'autres sentiers
Le parcours du GRP est sécant avec le tracé du GR 76 et celui du GRP « Du Beaujolais au Bugey en passant par la Dombes » .

## Galerie de photos

Photos du parcours
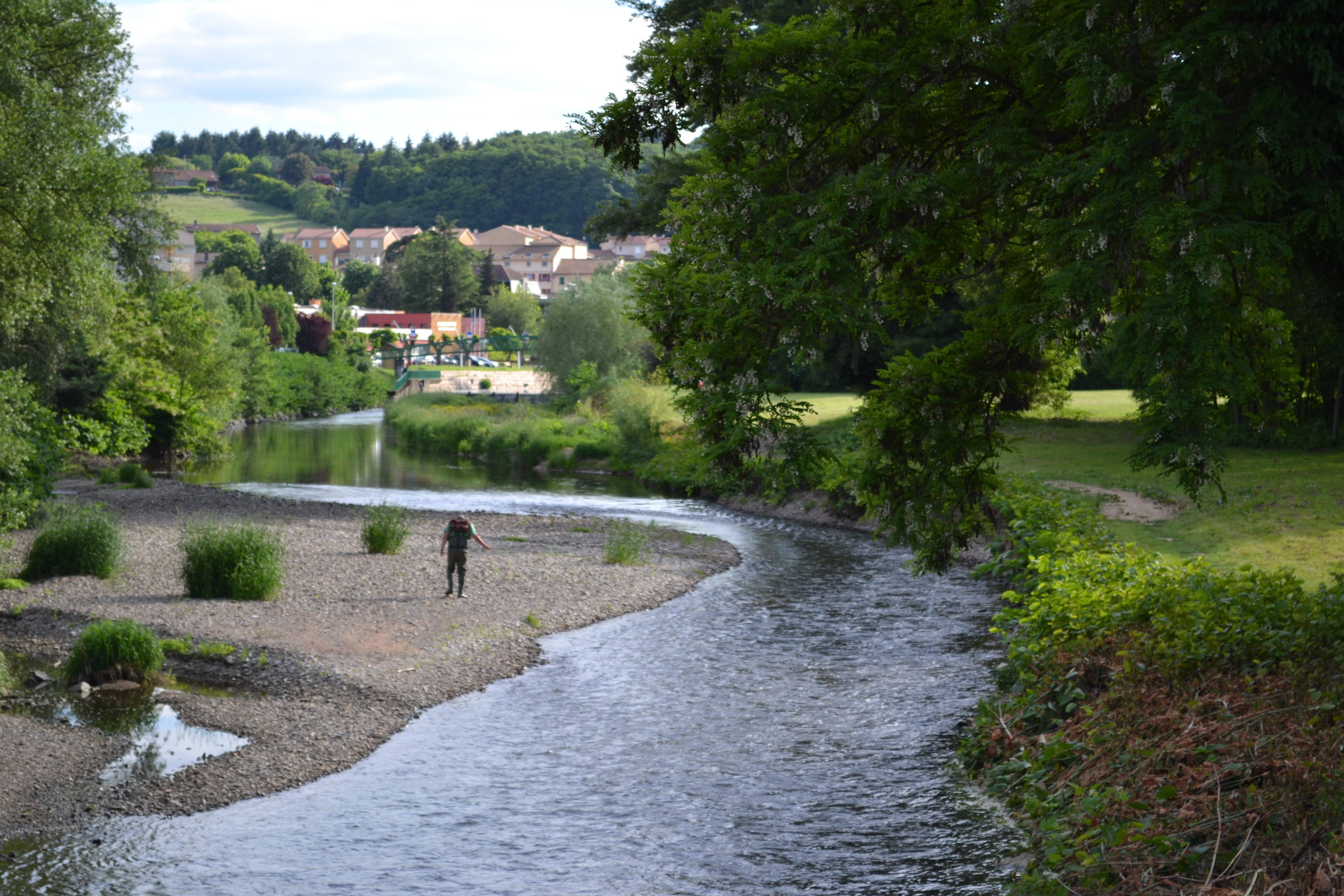
Méandre de l'Azergue à Lozanne à la fin du printemps.
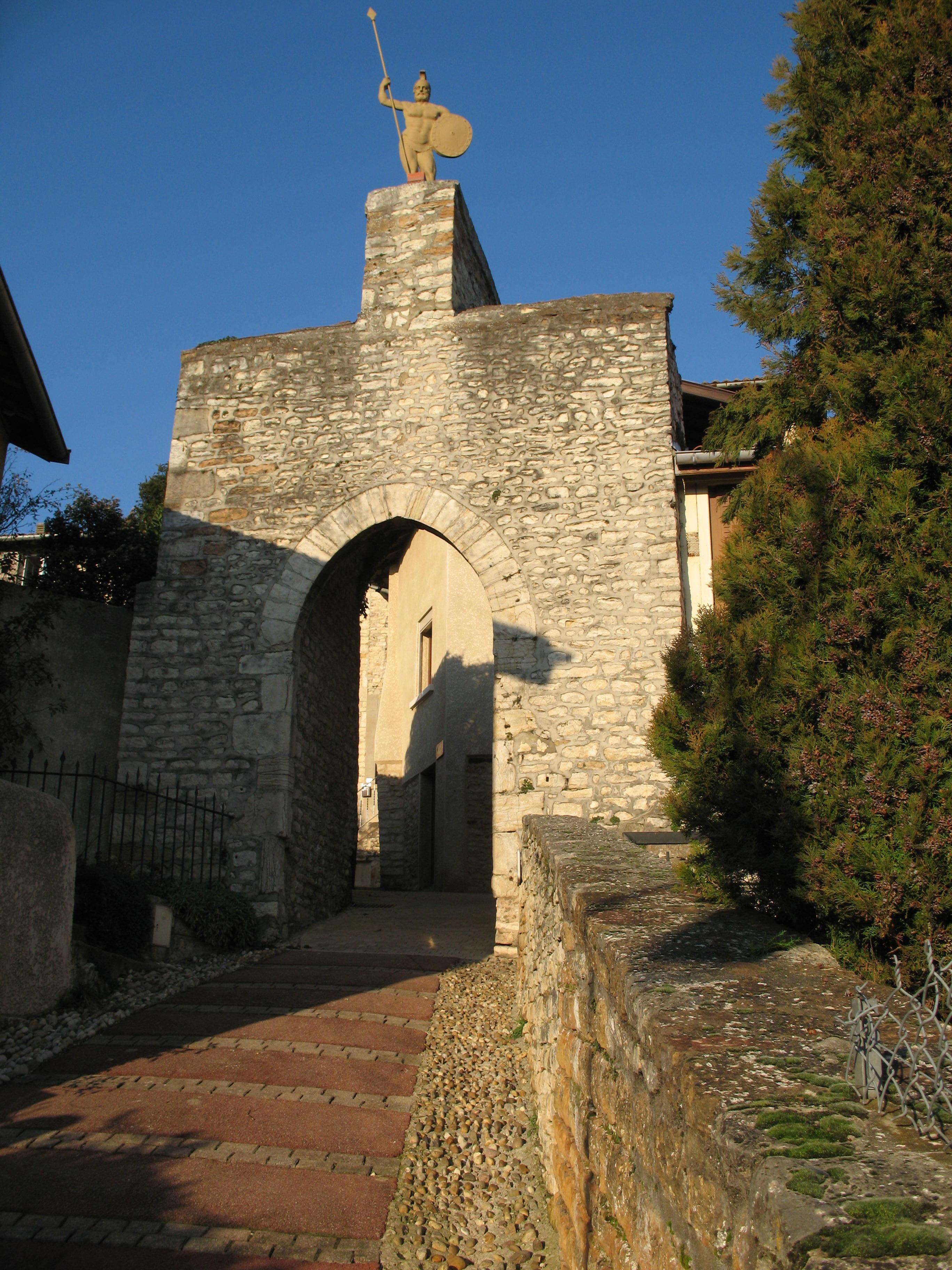
Château de Chazay-d'Azergues.
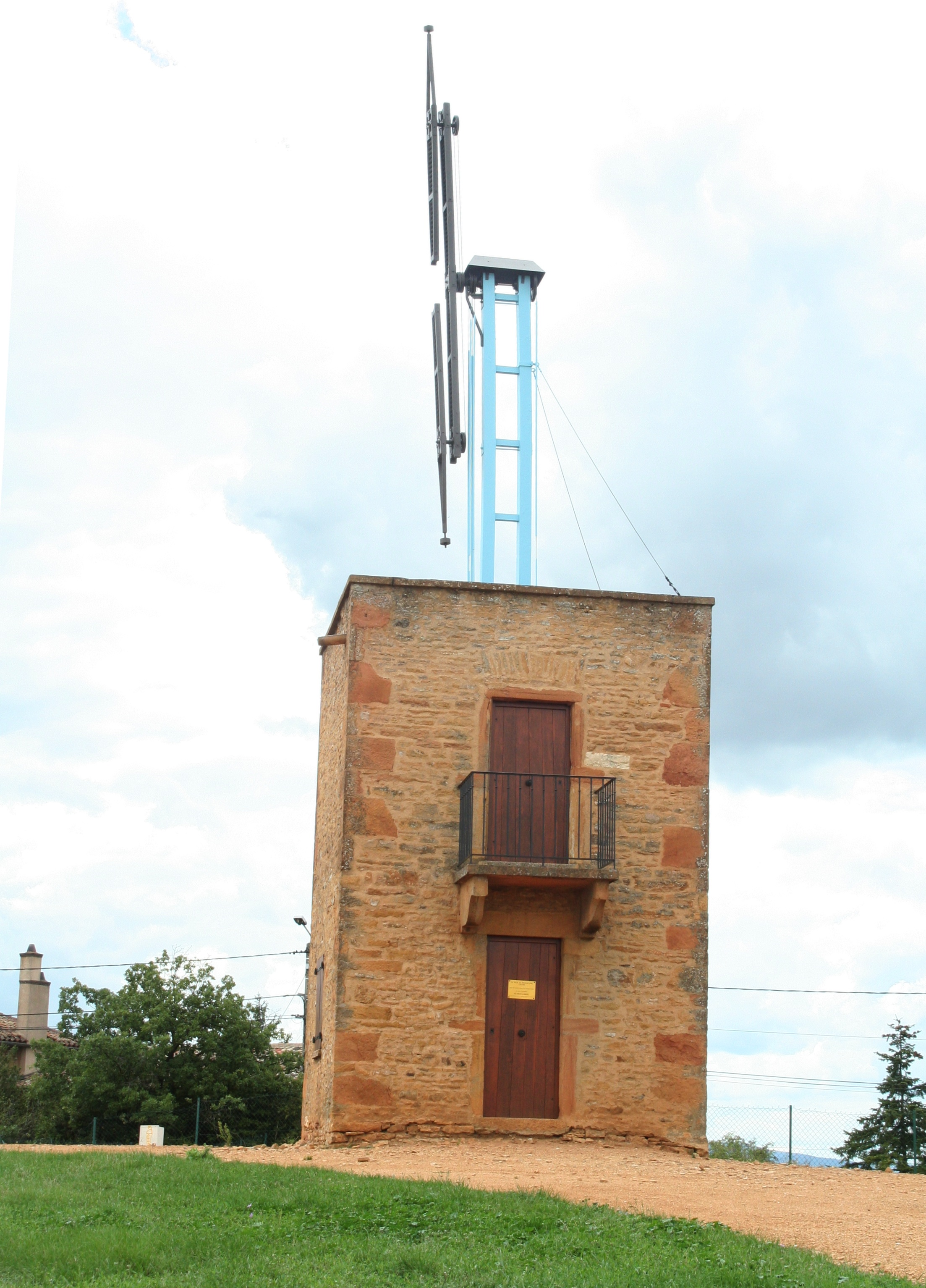
La tour du télégraphe Chappe de Marcy.
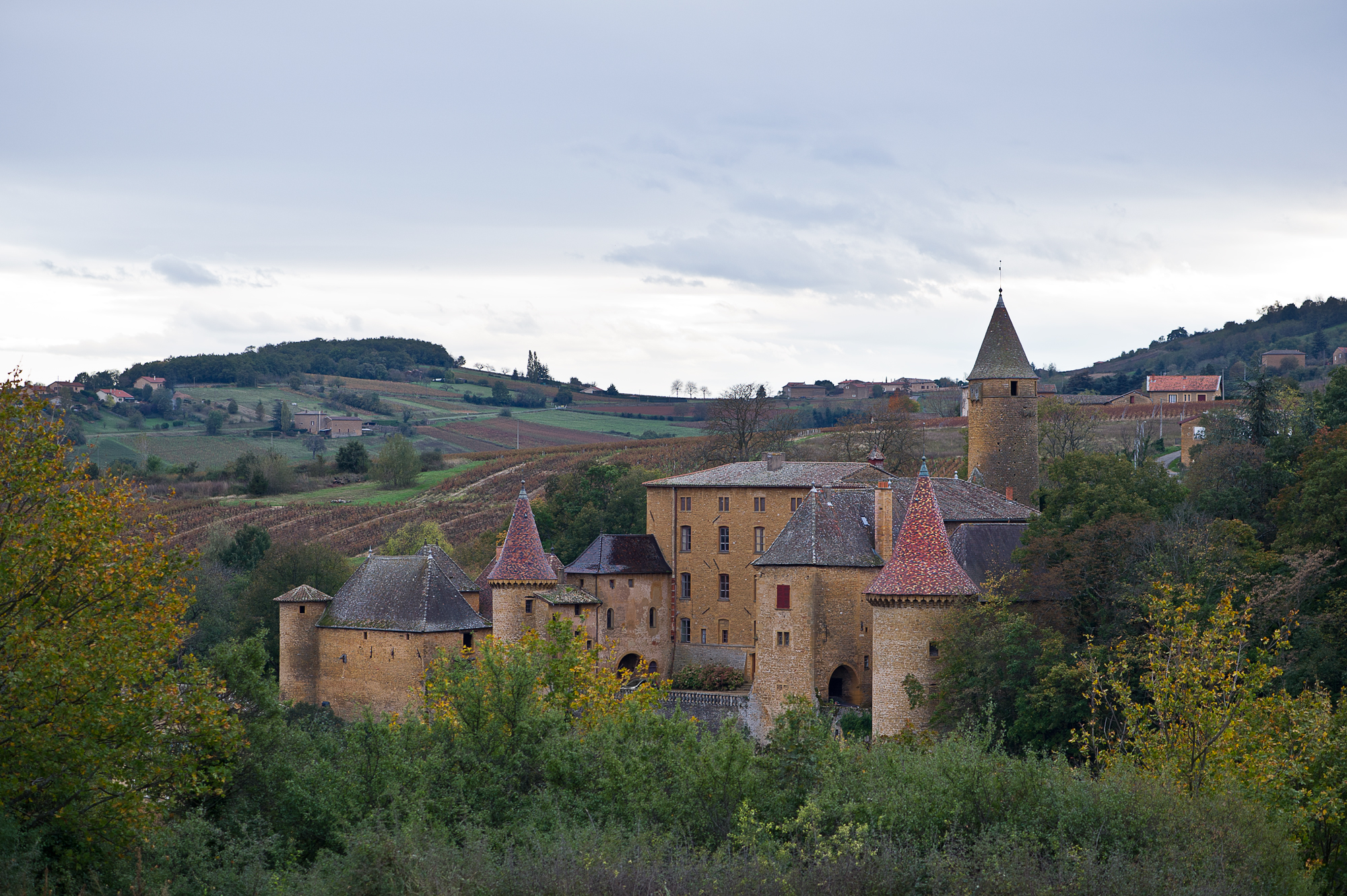
Château de Jarnioux.
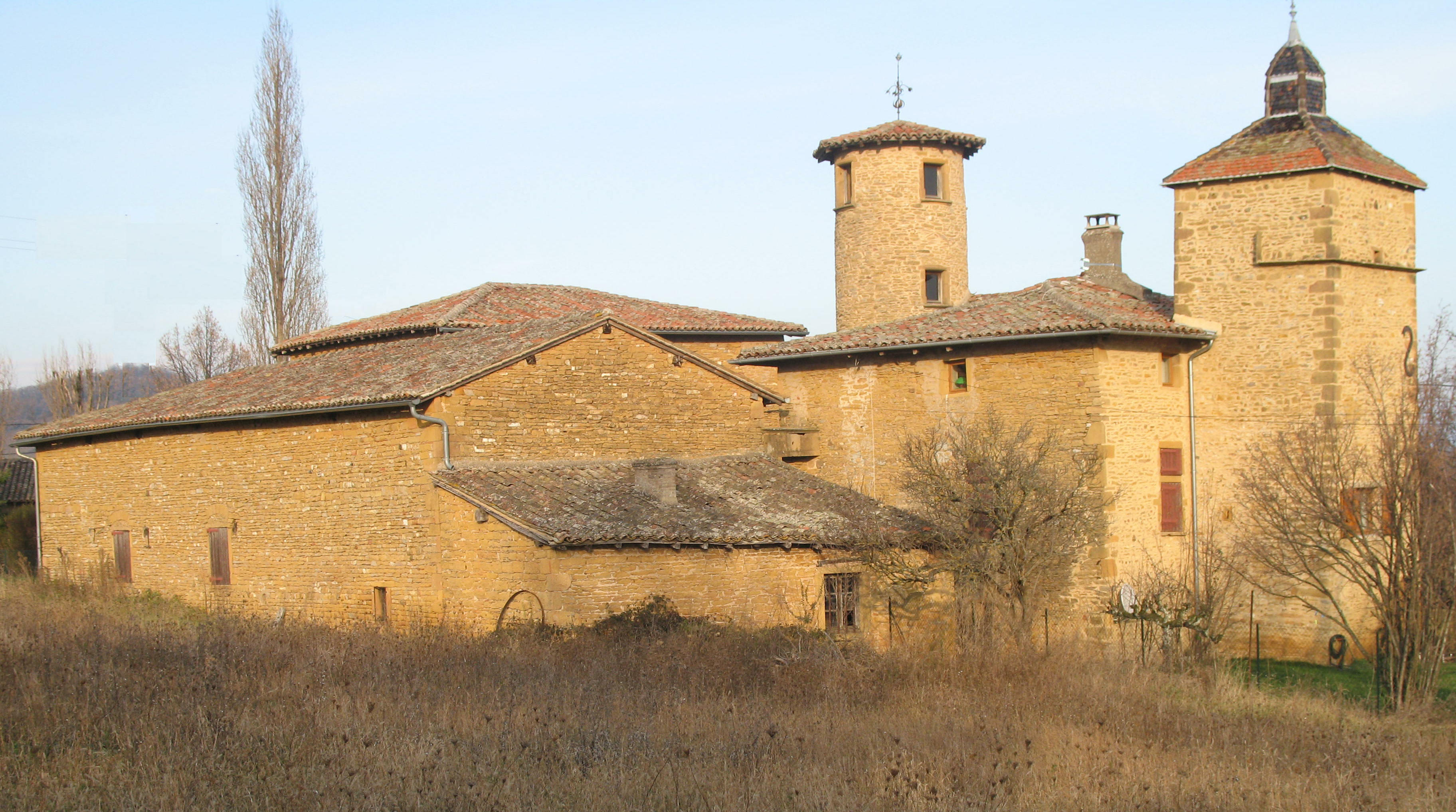
Maison forte des Grand'Maisons à Cogny.
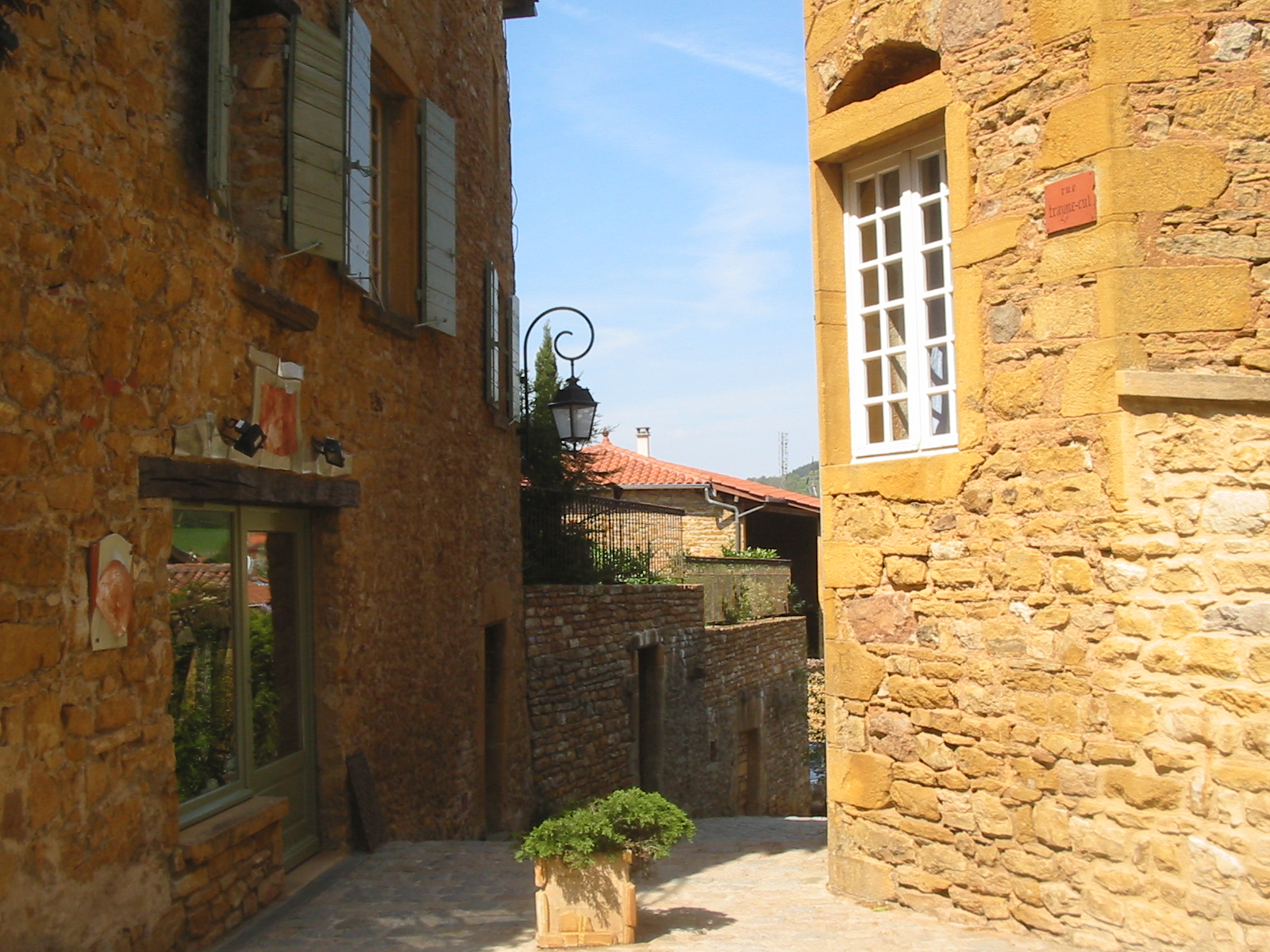
La rue Trayne Cul à Oingt.
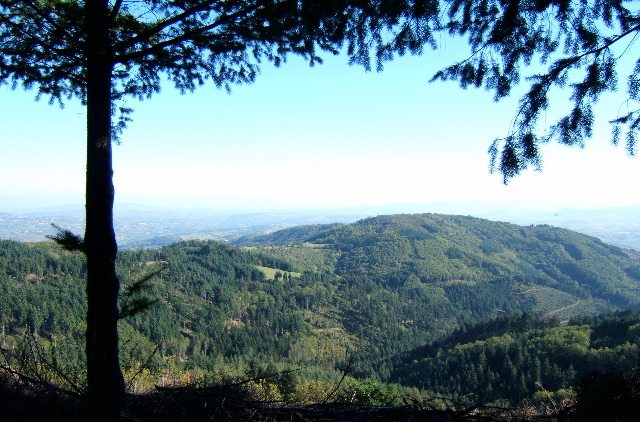
Le Mont Chatard depuis Ternand.
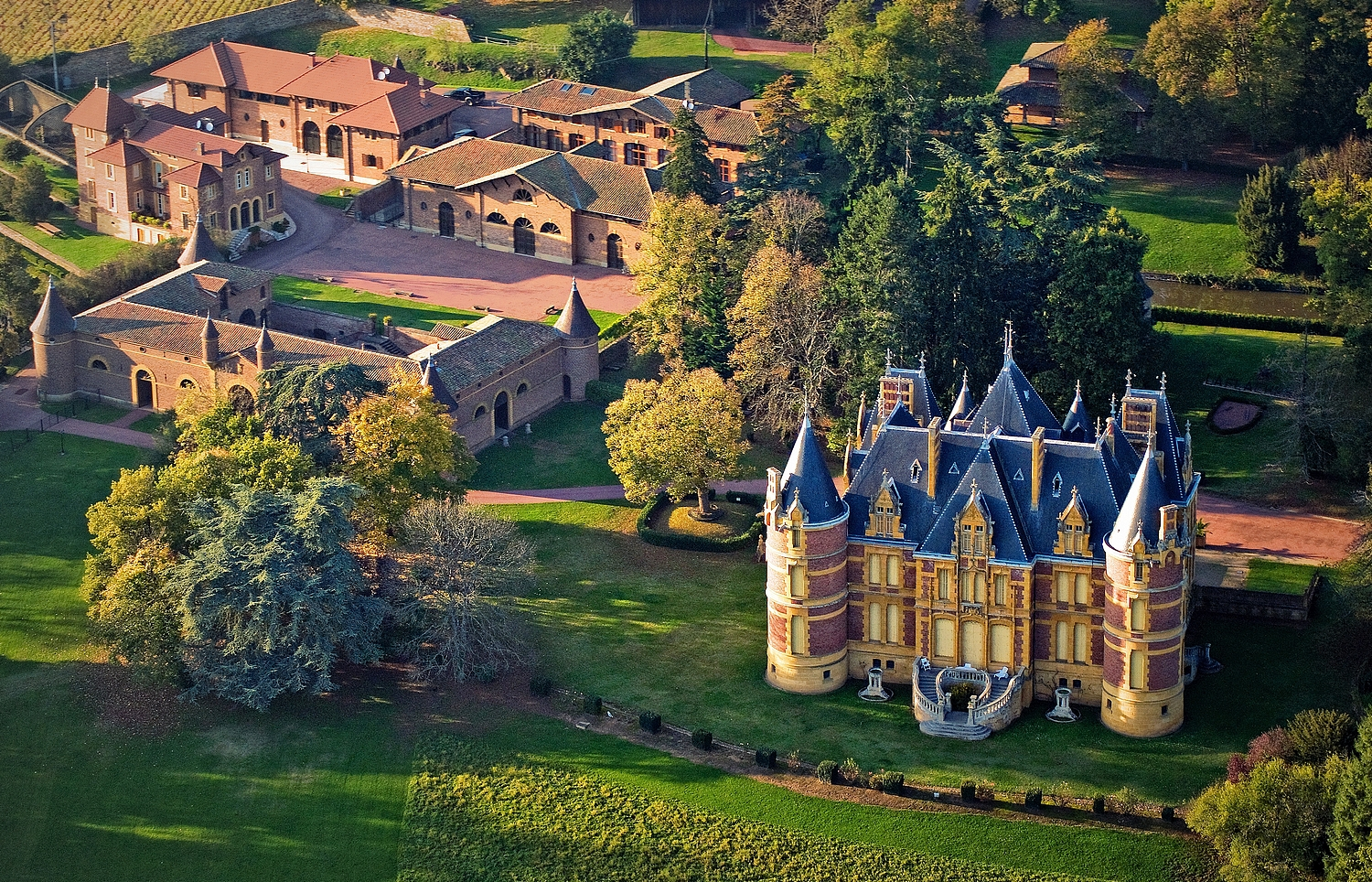
Château de la Flachère à Saint-Vérand.
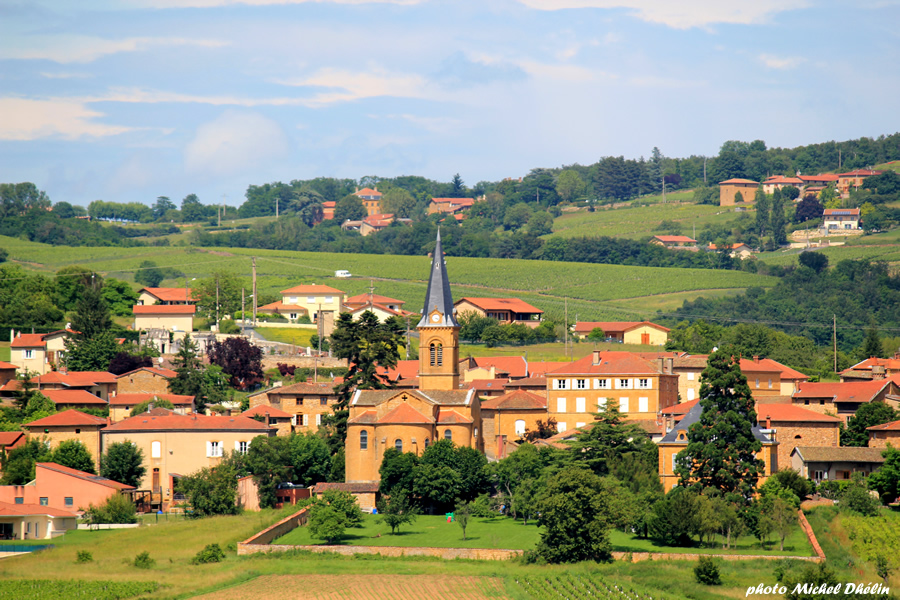
Le bourg de Légny en pierres dorées.
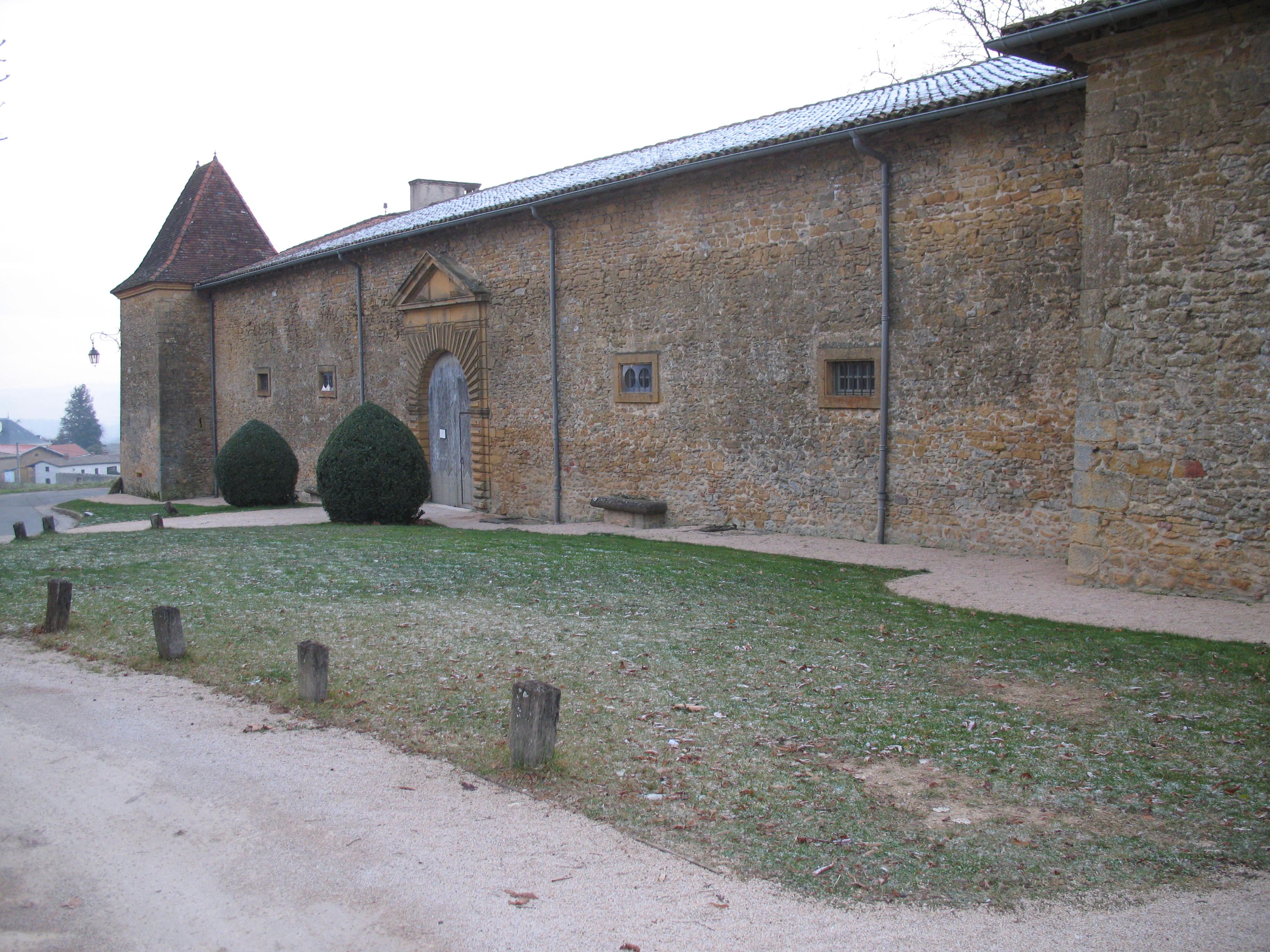
Château de Bagnols.
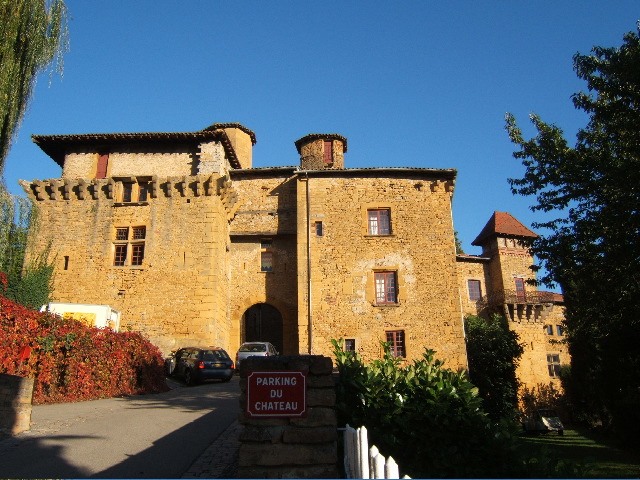
Château de Chessy-Les-Mines.
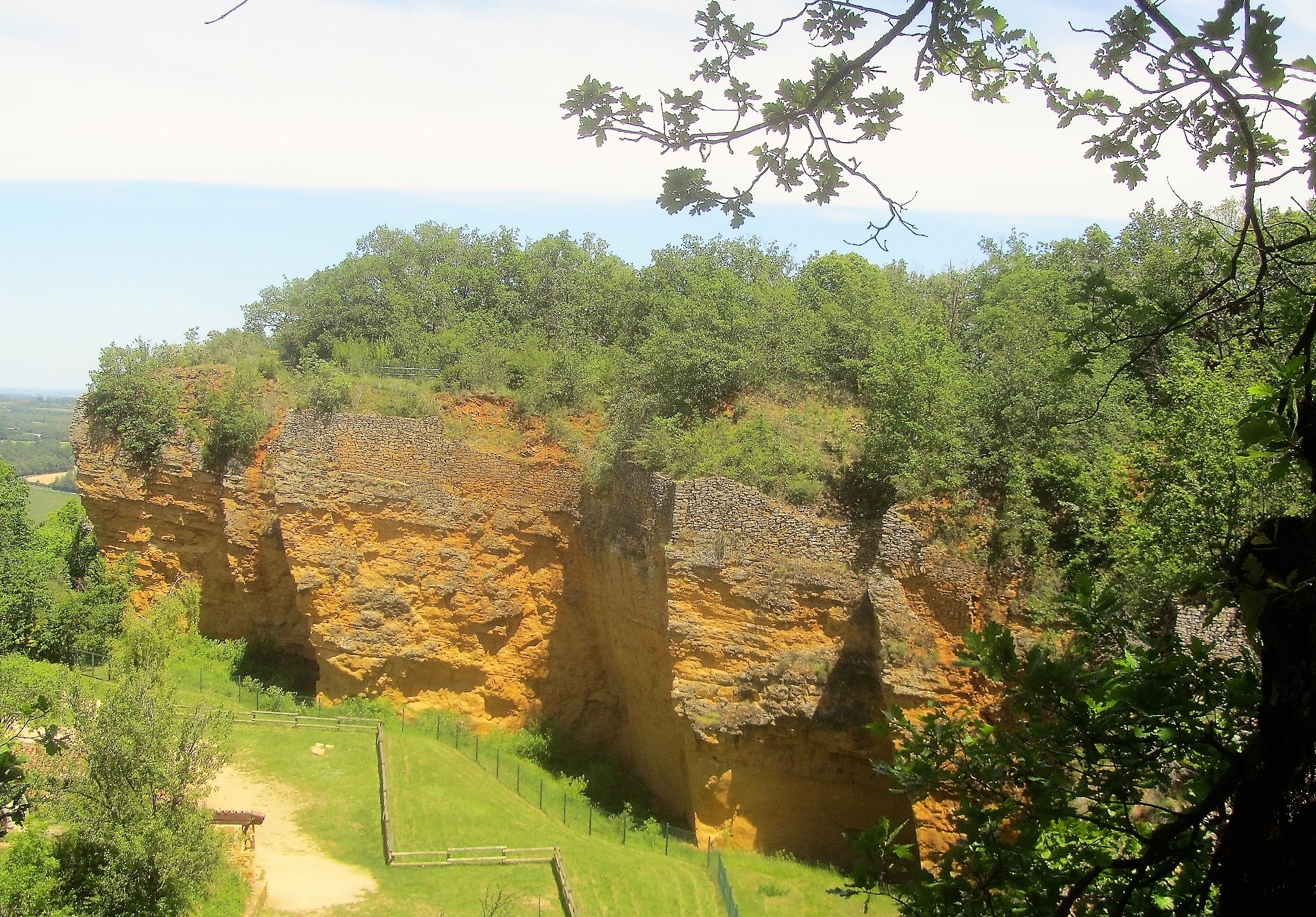
Front de taille des carrières de  Glay.
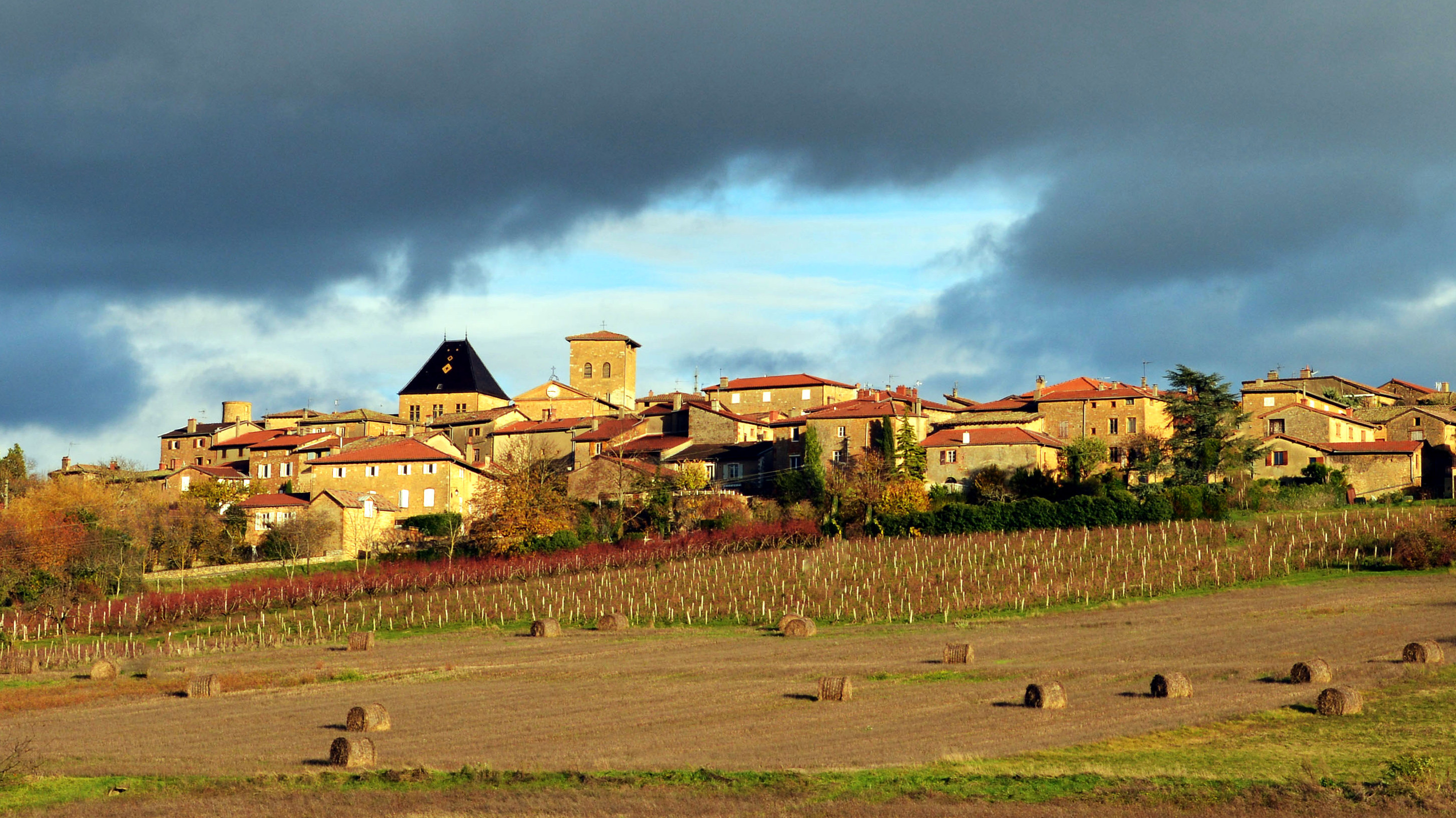
Charnay.